# واعظ (دینی)

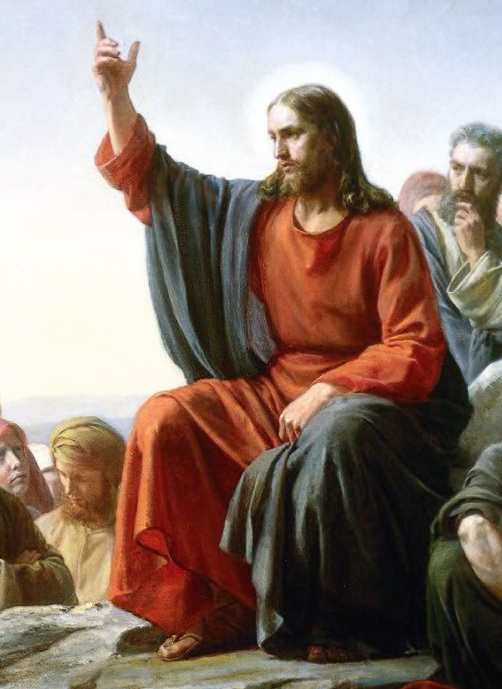
عیسی یک واعظ آخرالزمان‌باوری دوره‌گرد در قرن اول در یهودیه (استان روم) بود.

واعظ (انگلیسی: Preacher) کسی است که خطبه‌ها یا موعظه‌هایی در موضوعات دینی برای جمعی از مردم ایراد می‌کند. کمتر رایج هستند واعظانی که در خیابان موعظه می‌کنند، یا کسانی که پیام آنها لزوماً مذهبی نیست، اما مؤلفه‌هایی مانند جهان‌بینی اخلاقی یا اجتماعی یا فلسفه را موعظه می‌کنند.